# Scinax strigilatus
Scinax strigilatus és una espècie de granota endèmica del Brasil.